# Eva Gesang-Karlström
Rut Eva Johanna Gesang-Karlström, född 16 november 1944, är en svensk museiperson.
Eva Gesang-Karlström är fil. kand. i konstvetenskap, etnologi och arkeologi. Hon var första chef för det 1980 öppnade Frölunda kulturhus i Göteborg. Hon har också arbetat på Kulturhuset i Stockholm och varit chef för den Internationella enheten inom Västra Götalandsregionens kansli. Hon var överintendent och chef för Statens museer för världskultur 2002–2008.